# Max Bolle
Meijer Henri Max Bolle (Amsterdam, 7 december 1910 - Feldafing, 16 mei 1945) was een Nederlandse accountant. Hij nam een prominente plek in binnen de vooroorlogse Joodse gemeenschap in Nederland. Bolle geniet vooral bekendheid als algemeen secretaris van de Joodse Raad. Nadat hij in oktober gedeporteerd werd, kwam hij terecht in een aantal buitenkampen van Auschwitz, waar hij kapo was. 

## Levensloop

### Vooroorlogse jaren
Bolle was de zoon van Mozes Bolle (1879-1945) en Mietje Blitz (1876-1939). Hij had twee broers, Lucas Leonard en Godfried. Bolle was van huis uit misrachist (orthodox-religieus zionist). Hij was op zijn zestiende voorzitter van de zionistische jeugdorganisatie Zichron Jaakov en later bestuurslid van de Nederlandse Zionistenbond en voorzitter van het Joods Nationaal Fonds in Nederland. Bolle volgde een opleiding tot accountant. In 1937 werd Bolle toegelaten tot het Nederlands Instituut van Accountants.

### Algemeen secretaris van de Joodse Raad
Bolle werd algemeen secretaris van de in februari 1941 opgerichte Joodse Raad, die namens het Joodse volksdeel het contact met de Duitse bezetter moest onderhouden. Historicus Bart van der Boom noemt hem "waarschijnlijk de machtigste functionaris van de Joodse Raad". Bolle had een bepaalde periode de macht om Joden die opgeroepen waren voor transport vrijstelling te geven. De vrijstellingsbriefjes stonden bekend als Bollebriefjes.

### Transport
Bolle werd zelf halverwege oktober 1942 gearresteerd en samen met zijn vrouw en twee dochtertjes van vijf en twee jaar naar Kamp Westerbork overgebracht. Verwoede pogingen van de Joodse Raad om Bolle vrij te krijgen liepen op niets uit. Op 23 oktober 1942 vertrok het gezin met een transport naar Auschwitz. Bolle zelf werd Cosel, tientallen kilometers voor Auschwitz uit de trein gehaald en samen met andere mannelijke gevangenen naar een werkkamp overgebracht. Bolles vrouw en dochter reisden met de trein verder naar Auschwitz en werden na aankomst direct vergast.
Bij de Joodse Raad was men erg ongerust over wat er precies gebeurde met Joden die naar het oosten getransporteerd werden. Bolle zou tussen eind 1942 en medio 1943 een aantal ongecensureerde brieven vanuit Polen hebben meegegeven aan chauffeurs. De brieven zouden in ieder geval David Cohen, een van de twee voorzitters van de Joodse Raad, hebben gerustgesteld dat het leven in Polen zwaar, maar dragelijk was. Bolle wist op het moment dat hij de brieven schreef waarschijnlijk nog niet dat zijn vrouw en dochters vergast waren.

### Kapo
Bolle maakte na Cosel de gang langs een aantal werkkampen, onder andere in Dola en Blechhammer. Hij werkte daar als onderkapo. Bolles baas Karl Demerer zou vooral prominente intellectuelen als kapo benoemen, omdat zij doorgaans extra slecht behandeld werden. Op deze manier zou Demerer hen willen beschermen. Veel Joodse gevangenen uit Nederland kregen met Bolle te maken. In een aantal naoorlogse getuigenissen wordt Bolle als (zeer) gewelddadig omschreven Andere overleefden waren positiever over hem. Bolle wist door middel van omkoping zaken voor de gevangenen voor elkaar te krijgen. Bovendien wist hij goed de orde te bewaken.
De historicus Jacques Presser schreef over Bolle: "Een buitengewoon organisator als hij moest buiten deze organisatie wel zeer vele weerstanden opwekken. In hoeverre Bolle's karakter en optreden mede daartoe aanleiding hebben gegeven, is niet meer na te gaan voor schrijver dezes; opmerkingen, ja, klachten daarover ontbreken geenszins. Maar het ligt voor de hand, dat voor tallozen hij de man was, die zijn grote gaven in dienst gesteld had van een apparaat dat hen zo doeltreffend en soepel mogelijk liet verdwijnen. De Joodse-Raad-machine werkte onder hem voortreffelijk, maar wie naar de werkkampen ging en zeker, wie zijn rugzak moest opbinden om naar Polen te vertrekken, waardeerde dat anders dan bijvoorbeeld de toenmalige voorzitters. Het is niet te veel gezegd, dat Bolle aan zeer scherpe kritiek heeft blootgestaan, die hem tot in de kampen vervolgd heeft. Het materiaal bevat nogal wat getuigenissen van personen, die hem daar hebben ontmoet. Eensdeels onthoudt men hem niet de lof, waartoe zijn optreden als Kapo of zelfs Oberkapo aanleiding gaf; vooral in het kamp Blechhammer vindt zijn doortastend optreden bij de een uitbundige bewondering, terwijl de ander geen woorden van afkeer en haat kan bedenken, die sterk genoeg zijn". 

### Doodsoorzaak
In januari 1945 werd Blechhammer geëvacueerd en de gevangenen overgebracht naar Groß-Rosen. De bronnen verschillen over de doodsoorzaak van Bolle. Volgens de officiële lezing overleed Bolle op 16 mei 1945 aan vlektyfus. Max Bolle was in mei 1945 in Feldafing waar in april 1945 een kamp voor Joodse ontheemden (Displaced person) was opgericht, en in mei 1945 een tyfusepidemie uitbrak waaraan hij is overleden, hij is daar op de Joodse begraafplaats zonder nummertoevoeging begraven. De lezing van Van Rens en Wilms wijkt erg af van andere bronnen. Volgens hen kwam Bolle al in februari 1945 om toen de trein waar hij in zat in de buurt van Weimar door geallieerde vliegtuigen gebombardeerd werd. Willy Lindwer stelt dat Bolle na de bevrijding in Bergen-Belsen door medegevangenen is doodgeslagen.

## Persoonlijk
Bolle was getrouwd met Eva Hertzberger. Samen kregen zij twee dochters, Roechama Chaja en Mirjam Henriëtte. Bolles broers Leo en Freddy overleefden beiden de oorlog. Leo Bolle trouwde na de oorlog met Mirjam Bolle-Levie.